# Tuberodiadelia tubericollis
Tuberodiadelia tubericollis är en skalbaggsart som beskrevs av Stefan von Breuning 1957. Tuberodiadelia tubericollis ingår i släktet Tuberodiadelia och familjen långhorningar.
Artens utbredningsområde är Madagaskar. Inga underarter finns listade i Catalogue of Life.